# Madat Gouliyev
Pour les articles homonymes, voir Gouliyev.
Madat Gouliyev (né le 27 septembre 1958, Kirovabad/Gandja, RSS d'Azerbaïdjan,) ministre de l'industrie de la défense de la République d'Azerbaïdjan, ancien chef des services de sécurité de l'État de la République d'Azerbaïdjan.

## Jeunesse
Madat Gouliyev est né le 27 septembre 1958 à Gandja dans une famille bien éduquée. Son père Gazanfar Gouliyev est ingénieur. Sa mère, Zanbag Gouliyeva, est professeur de langue et de littérature azerbaïdjanaises. Il a commencé son école secondaire n ° 1 en 1975 et a terminé l'école n ° 8 en 1975. Madat Gouliyev est diplômé de l'Institut national de formation physique et des sports d'Azerbaïdjan en 1980 et de l'Académie de police du Ministère des affaires intérieures de la République d'Azerbaïdjan en 1997. Il est marié et père de deux enfants.

## Carrière
Gouliyev faisait continuellement du sport pendant ces années. Il a été un membre principal des forces armées azerbaïdjanaises pendant les années 1980-1982. Il a commencé à servir dans les organes des affaires intérieures à partir de 1983. Au cours des années 1992-1994, il a travaillé comme chef du Département de la lutte contre le terrorisme et le banditisme. Au cours des années 1994-1995, il a travaillé comme chef du département régional de Yevlakh-Gazakh de la direction de la lutte contre les crimes organisés de Ministre des affaires intérieures. Au cours des années 1995-1996, le chef du département raquette de combat de la direction des crimes organisés de combat de Ministre des affaires internes. En 1997, il est diplômé de l'Académie de police de Ministre des affaires intérieures. 
Au cours des années 1996-2001, il a été chef adjoint de la direction des crimes organisés de combat de Ministre des affaires intérieures de la République d'Azerbaïdjan. Au cours des années 2001-2002, a été chef de la même direction. Il a été chef du Bureau central national d'Interpol en République d'Azerbaïdjan de 2004 à 2006. Entre 2006 et 2011, il a été chef de la direction principale de la sécurité du ministère des Affaires intérieures. Au cours des années 2011-2015, chef adjoint du ministère de la Justice (Azerbaïdjan), chef du système pénitentiaire. En octobre et décembre 2015, il a été nommé premier adjoint de Ministre des affaires intérieures. 
Il a reçu le grade de brigadier général de la police par l'instruction n ° 866 du président de la République d'Azerbaïdjan, en date du 30 juin 2005. Le grade de major général de la justice en date du 20 novembre 2012, le grade militaire de lieutenant-général en date du 21 octobre 2015 sur la base d'une ordonnance du président de l'Azerbaïdjan.
En décembre 2015, le président azerbaïdjanais Ilham Aliyev a créé deux agences: le Service de sécurité d'État et le Service de renseignement étranger, au lieu du ministère de la Sécurité nationale d'Azerbaïdjan.
Le 14 décembre 2015, Madat Gouliyev a été nommé le chef du Service de sécurité d'État de la République d'Azerbaïdjan par décret du président de la République d'Azerbaïdjan. Par un autre décret du 26 septembre 2018, Gouliyev a été promu au grade de général colonel. Le 20 juin 2019, il a été nommé ministre de l'Industrie de la défense de la République d'Azerbaïdjan. 